# Hericiaceae
Hericiaceae là một họ nấm trong bộ Russulales. Chi nổi tiếng trong họ này là Hericium, các loài trong chi này có giá trị chữa bệnh liên quan đến thuốc hướng thần. Phân loại học chủ yếu cho các loài được tìm thấy ở các vùng có khí hậu ôn hòa, và là saprobic trên gỗ mục. Phân tích phát sinh loài cho thấy Hericiaceae thuộc nhánh russuloid của homobasidiomycetes, và các dấu hiệu hình thái và phân tử liên hệ chúng với các họ Auriscalpiaceae, Bondarzewiaceae và Echinodontiaceae.